# Palmas–Brigadeiro Lysias Rodrigues Airport
Palmas–Brigadeiro Lysias Rodrigues Airport (portugisiska: Aeroporto de Palmas–Brigadeiro Lysias Rodrigues, engelska: Palmas Airport) är en flygplats i Brasilien.   Den ligger i kommunen Palmas och delstaten Tocantins, i den centrala delen av landet, 600 km norr om huvudstaden Brasília. Palmas–Brigadeiro Lysias Rodrigues Airport ligger 226 meter över havet.
Terrängen runt Palmas–Brigadeiro Lysias Rodrigues Airport är platt, och sluttar västerut. Runt Palmas–Brigadeiro Lysias Rodrigues Airport är det ganska tätbefolkat, med 144 invånare per kvadratkilometer.. Närmaste större samhälle är Palmas, 14,1 km norr om Palmas–Brigadeiro Lysias Rodrigues Airport.